# خفة يد (مسلسل)
خفة يد مسلسل مصري كوميدي من تأليف تامر إبراهيم وبطولة بيومي فؤاد وإخراج معتز التوني أصدر عام 2018.

## قصة المسلسل
تدور حول الضابط خالد وملاحقته للص بلال الذي قام بسرقة سيارته لينفذ بها عملية سرقة أخرى بعدها يكلف بلال بالسفر إلى أسوان رفقة رانيا التي تهرب من ملاحقة عريس خدعته وكريم الذي احتال على شباب. يلتقي الثلاثة ويقرروا سرقة تمثال ويدخل الضابط خالد في رحلة مطاردة معهم تبدأ من أسوان.

## الممثلون
- بيومي فؤاد خالد
- أيتن عامر بدور رانيا
- محمد ثروت بدور كريم
- محمد سلام بدور بلال
- ميرنا جميل بدور منى
- جمال فرج
- زكي لوجو
- وائل صالح
- هاني العدوي
- مصطفى جمعة
- هاني النابلسي
- عايدة سالم
- عادل عبد النبي
- عبد الرؤوف الجندي
- عيد أبو الحمد
- إيمان سالم
- جمال حجازي
- كريم دسوقي
- محمد علي ميزو
- فتحي سعد
- تهاني سعد الدين
- لورا رمزي
- ياسر جودة
- نبيل كمال
- حمادة صميدة
- إنعام سالوسة

## نقد المسلسل
- صرح رئيس لجنة المصنفات الكنسية في المجمع المقدس إن الكنيسة تعتزم التقدم بشكوى رسمية للمجلس الأعلى للإعلام وهيئة الرقابة والمصنفات الفنية ضد مسلسل «خفة يد» بسبب تجسيد شخصية كاهن يظهر كلص محترف ويقوم بالنصب والتدخين.[3]